# Leichtathletik-Halleneuropameisterschaften 1990
Die 21. Leichtathletik-Halleneuropameisterschaften fanden vom 3. bis 4. März 1990 in der Kelvin Hall International Sports Arena in Glasgow statt.
Erstmals wurde der Dreisprung auch bei den Frauen ausgetragen. Die DDR und die Sowjetunion traten zum letzten Mal bei den Leichtathletik-Halleneuropameisterschaften an. Außerdem wurde nach dieser Veranstaltung der Turnus von einem Jahr auf zwei Jahre verlängert.
Die erfolgreichsten Athletinnen mit jeweils zwei Goldmedaillen waren die deutsche Sprinterin Ulrike Sarvari und die sowjetische Weit- und Dreispringerin Galina Tschistjakowa. Die Nationenwertung wurde mit 16 Medaillen, davon neun goldenen, von der Sowjetunion dominiert.

## Ergebnisse Männer

### 60 m
| Platz | Athlet               | Land | Zeit (s) |
| ----- | -------------------- | ---- | -------- |
| 1     | Linford Christie     | GBR  | 6,56     |
| 2     | Pierfrancesco Pavoni | ITA  | 6,59     |
| 3     | Jiří Valík           | TCH  | 6,63     |
| 4     | Andreas Berger       | AUT  | 6,66     |
| 5     | Bruno Marie-Rose     | FRA  | 6,66     |
| 6     | Jason Livingston     | GBR  | 6,75     |

### 200 m
| Platz | Athlet              | Land | Zeit (s) |
| ----- | ------------------- | ---- | -------- |
| 1     | Sandro Floris       | ITA  | 21,01    |
| 2     | Nikolaj Antonow     | BUL  | 21,04    |
| 3     | Bruno Marie-Rose    | FRA  | 21,28    |
| 4     | Rodolphe Rosillette | FRA  | 21,34    |
| 5     | Andy Carrott        | GBR  | 21,54    |

### 400 m
| Platz | Athlet           | Land | Zeit (s) |
| ----- | ---------------- | ---- | -------- |
| 1     | Norbert Dobeleit | FRG  | 46,08    |
| 2     | Jens Carlowitz   | GDR  | 46,09    |
| 3     | Cayetano Cornet  | ESP  | 46,91    |
| 4     | Olivier Noirot   | FRA  | 47,76    |
|       | Thomas Schönlebe | GDR  | DNF      |

### 800 m
| Platz | Athlet          | Land | Zeit (min) |
| ----- | --------------- | ---- | ---------- |
| 1     | Tom McKean      | GBR  | 1:46,22    |
| 2     | Tomás de Teresa | ESP  | 1:47,22    |
| 3     | Zbigniew Janus  | POL  | 1:47,37    |
| 4     | José Arconada   | ESP  | 1:47,40    |
| 5     | Giuseppe D’Urso | ITA  | 1:49,52    |
|       | Brian Whittle   | GBR  | DNS        |

### 1500 m
| Platz | Athlet            | Land | Zeit (min) |
| ----- | ----------------- | ---- | ---------- |
| 1     | Jens-Peter Herold | GDR  | 3:44,59    |
| 2     | Fermín Cacho      | ESP  | 3:44,61    |
| 3     | Tony Morrell      | GBR  | 3:44,83    |
| 4     | Steffen Brand     | FRG  | 3:45,58    |
| 5     | Teofilo Benito    | ESP  | 3:47,13    |
| 6     | António Monteiro  | POR  | 3:47,46    |
| 7     | Robert Banai      | HUN  | 3:48,50    |
| 8     | Rob Harrison      | GBR  | 3:47,64    |

### 3000 m
| Platz | Athlet        | Land | Zeit (min) |
| ----- | ------------- | ---- | ---------- |
| 1     | Éric Dubus    | FRA  | 7:53,94    |
| 2     | Jacky Carlier | FRA  | 7:54,75    |
| 3     | Branko Zorko  | YUG  | 7:54,77    |
| 4     | Michail Dasko | URS  | 7:55,22    |
| 5     | Mário Silva   | POR  | 7:56,34    |
| 6     | Uwe Pflügner  | GDR  | 7:57,90    |
| 7     | Ian Hamer     | GBR  | 7:58,15    |
| 8     | Nick O’Brian  | IRL  | 7:58,76    |

### 60 m Hürden
| Platz | Athlet              | Land | Zeit (s) |
| ----- | ------------------- | ---- | -------- |
| 1     | Igors Kazanovs      | URS  | 7,52     |
| 2     | Tony Jarrett        | GBR  | 7,58     |
| 3     | Florian Schwarthoff | FRG  | 7,61     |
| 4     | Dietmar Koszewski   | FRG  | 7,63     |
| 5     | Jiří Hudec          | TCH  | 7,64     |
|       | Tomasz Nagórka      | POL  | DNF      |

### 5000 m Gehen
| Platz | Athlet                 | Land | Zeit (min) |
| ----- | ---------------------- | ---- | ---------- |
| 1     | Michail Schtschennikow | URS  | 19:00,62   |
| 2     | Giovanni De Benedictis | ITA  | 19:02,90   |
| 3     | Axel Noack             | GDR  | 19:08,36   |
| 4     | Pavol Blažek           | TCH  | 19:15,78   |
| 5     | Ján Záhončík           | TCH  | 19:22,70   |
| 6     | Massimo Fizialetti     | ITA  | 19:29,14   |
| 7     | Jan Staaf              | SWE  | 19:34,08   |
| 8     | Franz-Josef Weber      | FRG  | 19:51,89   |

### Hochsprung
| Platz | Athlet            | Land | Höhe (m) |
| ----- | ----------------- | ---- | -------- |
| 1     | Artur Partyka     | POL  | 2,33     |
| 2     | Arturo Ortiz      | ESP  | 2,30     |
| 3     | Dietmar Mögenburg | FRG  | 2,30     |
| 3     | Gerd Nagel        | FRG  | 2,30     |
| 5     | Georgi Dakow      | BUL  | 2,27     |
| 6     | Michael Mikkelsen | DEN  | 2,27     |
| 7     | Dalton Grant      | GBR  | 2,24     |
| 7     | Ralf Sonn         | FRG  | 2,24     |

### Stabhochsprung
| Platz | Athlet              | Land | Höhe (m) |
| ----- | ------------------- | ---- | -------- |
| 1     | Radion Gataullin    | URS  | 5,80     |
| 2     | Grigori Jegorow     | URS  | 5,75     |
| 3     | Hermann Fehringer   | AUT  | 5,70     |
| 3     | Thierry Vigneron    | FRA  | 5,70     |
| 5     | István Bagyula      | HUN  | 5,60     |
| 6     | Nikolaj Nikolow     | BUL  | 5,60     |
| 6     | Javier García       | ESP  | 5,60     |
| 8     | Philippe d’Encausse | FRA  | 5,40     |

### Weitsprung
| Platz | Athlet               | Land | Weite (m) |
| ----- | -------------------- | ---- | --------- |
| 1     | Dietmar Haaf         | FRG  | 8,11      |
| 2     | Emiel Mellaard       | NED  | 8,08      |
| 3     | Robert Emmijan       | URS  | 8,06      |
| 4     | Christian Thomas     | FRG  | 7,88      |
| 5     | Carsten Embach       | GDR  | 7,83      |
| 6     | Jarmo Kärnä          | FIN  | 7,83      |
| 7     | Giovanni Evangelisti | ITA  | 7,79      |
| 8     | Stewart Faulkner     | GBR  | 7,77      |

### Dreisprung
| Platz | Athlet             | Land | Weite (m) |
| ----- | ------------------ | ---- | --------- |
| 1     | Ihar Lapschyn      | URS  | 17,14     |
| 2     | Oleg Sakirkin      | URS  | 16,70     |
| 3     | Tord Henriksson    | SWE  | 16,69     |
| 4     | Vernon Samuels     | GBR  | 16,57     |
| 5     | Jörg Frieß         | GDR  | 16,52     |
| 6     | Andrzej Grabarczyk | POL  | 16,52     |
| 7     | Dario Badinelli    | ITA  | 16,27     |
| 8     | John Herbert       | GBR  | 16,18     |

### Kugelstoßen
| Platz | Athlet               | Land | Weite (m) |
| ----- | -------------------- | ---- | --------- |
| 1     | Klaus Bodenmüller    | AUT  | 21,03     |
| 2     | Ulf Timmermann       | GDR  | 20,43     |
| 3     | Oliver-Sven Buder    | GDR  | 20,20     |
| 4     | Kalman Konya         | FRG  | 19,63     |
| 5     | Alessandro Andrei    | ITA  | 19,44     |
| 6     | Remigius Machura     | TCH  | 19,38     |
| 7     | Dimitrios Koutsoukis | GRE  | 19,32     |
| 8     | Karsten Stolz        | FRG  | 19,14     |

## Ergebnisse Frauen

### 60 m
| Platz | Athletin         | Land | Zeit (s) |
| ----- | ---------------- | ---- | -------- |
| 1     | Ulrike Sarvari   | FRG  | 7,10     |
| 2     | Laurence Bily    | FRA  | 7,13     |
| 3     | Nelli Cooman     | NED  | 7,14     |
| 4     | Patricia Girard  | FRA  | 7,19     |
| 5     | Sisko Hanhijoki  | FIN  | 7,23     |
| 6     | Kerstin Behrendt | GDR  | 7,28     |

### 200 m
| Platz | Athletin            | Land | Zeit (s) |
| ----- | ------------------- | ---- | -------- |
| 1     | Ulrike Sarvari      | FRG  | 22,96    |
| 2     | Natalja Kowtun      | URS  | 23,01    |
| 3     | Galina Maltschugina | URS  | 23,04    |
| 4     | Sandra Myers        | ESP  | 23,08    |
| 5     | Silke-Beate Knoll   | FRG  | 23,57    |

### 400 m
| Platz | Athletin         | Land | Zeit (s) |
| ----- | ---------------- | ---- | -------- |
| 1     | Marina Schmonina | URS  | 51,22    |
| 2     | Iolanda Oanță    | ROU  | 52,22    |
| 3     | Judit Forgács    | HUN  | 53,02    |
| 4     | Sally Gunnell    | GBR  | 53,38    |
| 5     | Angela Piggford  | GBR  | 53,82    |

### 800 m
| Platz | Athletin       | Land | Zeit (min) |
| ----- | -------------- | ---- | ---------- |
| 1     | Ljubow Gurina  | URS  | 2:01,63    |
| 2     | Sabine Zwiener | FRG  | 2:02,23    |
| 3     | Lorraine Baker | GBR  | 2:02,42    |
| 4     | Ellen Kießling | GDR  | 2:02,58    |
| 5     | Tudorița Chidu | ROU  | 2:02,88    |
| 6     | Ashling Molloy | IRL  | 2:05,98    |

### 1500 m
| Platz | Athletin             | Land | Zeit (min) |
| ----- | -------------------- | ---- | ---------- |
| 1     | Doina Melinte        | ROU  | 4:09,73    |
| 2     | Sandra Gasser        | SUI  | 4:10,13    |
| 3     | Violeta Beclea       | ROU  | 4:10,44    |
| 4     | Natalja Artjomowa    | URS  | 4:11,09    |
| 5     | Ljudmila Rogatschowa | URS  | 4:11,87    |
| 6     | Veronique Pontgérard | FRA  | 4:19,36    |
| 7     | Diane Edwards        | GBR  | 4:21,27    |
| 8     | Montserrat Pujol     | ESP  | 4:33,87    |

### 3000 m
| Platz | Athletin          | Land | Zeit (min) |
| ----- | ----------------- | ---- | ---------- |
| 1     | Elly van Hulst    | NED  | 8:57,28    |
| 2     | Margareta Keszeg  | ROU  | 8:57,50    |
| 3     | Andrea Hahmann    | GDR  | 9:00,31    |
| 4     | Viorica Ghican    | ROU  | 9:00,92    |
| 5     | Roisin Smyth      | IRL  | 9:04,42    |
| 6     | Iva Jurková       | TCH  | 9:06,76    |
| 7     | Valentina Tauceri | ITA  | 9:11,20    |
| 8     | Sonia McGeorge    | GBR  | 9:11,60    |

### 60 m Hürden
| Platz | Athletin               | Land | Zeit (s) |
| ----- | ---------------------- | ---- | -------- |
| 1     | Ljudmila Naroschilenko | URS  | 7,74     |
| 2     | Monique Éwanjé-Épée    | FRA  | 7,84     |
| 3     | Michaela Pogacean      | ROU  | 7,99     |
| 4     | Anne Piquereau         | FRA  | 8,02     |
| 5     | Caren Jung             | FRG  | 8,09     |
| 6     | Christine Hurtlin      | FRA  | 8,10     |

### 3000 m Gehen
| Platz | Athletin         | Land | Zeit (min) |
| ----- | ---------------- | ---- | ---------- |
| 1     | Beate Anders     | GDR  | 11:59,36   |
| 2     | Ileana Salvador  | ITA  | 12:18,84   |
| 3     | Annarita Sidoti  | ITA  | 12:27,94   |
| 4     | Dana Vavřačová   | TCH  | 12:28,76   |
| 5     | Ildikó Ilyés     | HUN  | 12:31,41   |
| 6     | Andrea Brückmann | FRG  | 12:33,30   |
| 7     | Anikó Szebenszky | HUN  | 12:38,14   |
| 8     | Victoria Oprea   | ROU  | 12:44,96   |

Beate Anders durchbrach als erste Frau die 12-Minuten-Marke über die 3000-Meter-Distanz.

### Hochsprung
| Platz | Athletin              | Land | Höhe (m) |
| ----- | --------------------- | ---- | -------- |
| 1     | Heike Henkel          | FRG  | 2,00     |
| 2     | Britta Vörös          | GDR  | 1,94     |
| 3     | Galina Astafei        | ROU  | 1,94     |
| 4     | Hanne Haugland        | NOR  | 1,91     |
| 5     | Andrea Arens          | FRG  | 1,91     |
| 6     | Jelena Panikarowskich | URS  | 1,88     |
| 7     | Jelena Toptschina     | URS  | 1,88     |
| 8     | Niki Bakogianni       | GRE  | 1,88     |

### Weitsprung
| Platz | Athletin             | Land | Weite (m) |
| ----- | -------------------- | ---- | --------- |
| 1     | Galina Tschistjakowa | URS  | 6,85      |
| 2     | Olena Chlopotnowa    | URS  | 6,74      |
| 3     | Helga Radtke         | GDR  | 6,66      |
| 4     | Mirela Dulgheru      | ROU  | 6,57      |
| 5     | Marieta Ilcu         | ROU  | 6,57      |
| 6     | Stefanie Hühn        | FRG  | 6,51      |
| 7     | Jolanta Bartczak     | POL  | 6,45      |
| 8     | Christina Sundberg   | SWE  | 6,38      |

### Dreisprung
| Platz | Athletin                   | Land | Weite (m) |
| ----- | -------------------------- | ---- | --------- |
| 1     | Galina Tschistjakowa       | URS  | 14,14     |
| 2     | Helga Radtke               | GDR  | 13,63     |
| 3     | Ana Isabel Oliveira        | POR  | 13,44     |
| 4     | Monika Špičková            | TCH  | 12,67     |
| 5     | Carmen Murga               | ESP  | 12,57     |
| 6     | Evette Finikin             | GBR  | 12,43     |
| 7     | Michelle Griffith-Robinson | GBR  | 12,39     |
| 8     | Alison Forbes              | GBR  | 11,51     |

### Kugelstoßen
| Platz | Athletin            | Land | Weite (m) |
| ----- | ------------------- | ---- | --------- |
| 1     | Claudia Losch       | FRG  | 20,64     |
| 2     | Natalja Lissowskaja | URS  | 20,35     |
| 3     | Grit Hammer         | GDR  | 19,53     |
| 4     | Astrid Kumbernuss   | GDR  | 19,50     |
| 5     | Iris Plotzitzka     | FRG  | 18,67     |
| 6     | Stephanie Storp     | FRG  | 18,64     |
| 7     | Renata Bruková      | TCH  | 17,50     |
| 8     | Agnese Maffeis      | ITA  | 16,79     |

## Medaillenspiegel
| Medaillenspiegel Endstand nach 25 Entscheidungen | Medaillenspiegel Endstand nach 25 Entscheidungen | Medaillenspiegel Endstand nach 25 Entscheidungen | Medaillenspiegel Endstand nach 25 Entscheidungen | Medaillenspiegel Endstand nach 25 Entscheidungen | Medaillenspiegel Endstand nach 25 Entscheidungen |
| Platz                                            | Land                                             | Gold                                             | Silber                                           | Bronze                                           | Gesamt                                           |
| ------------------------------------------------ | ------------------------------------------------ | ------------------------------------------------ | ------------------------------------------------ | ------------------------------------------------ | ------------------------------------------------ |
| 1                                                | Sowjetunion                                      | 9                                                | 5                                                | 2                                                | 16                                               |
| 2                                                | Deutschland                                      | 6                                                | 1                                                | 3                                                | 10                                               |
| 3                                                | Deutsche Demokratische Republik                  | 2                                                | 4                                                | 5                                                | 11                                               |
| 4                                                | Vereinigtes Königreich                           | 2                                                | 1                                                | 2                                                | 5                                                |
| 5                                                | Frankreich                                       | 1                                                | 3                                                | 2                                                | 6                                                |
| 6                                                | Italien                                          | 1                                                | 3                                                | 1                                                | 5                                                |
| 7                                                | Rumänien                                         | 1                                                | 2                                                | 3                                                | 6                                                |
| 8                                                | Niederlande                                      | 1                                                | 1                                                | 1                                                | 3                                                |
| 9                                                | Österreich                                       | 1                                                | -                                                | 1                                                | 2                                                |
| 9                                                | Polen                                            | 1                                                | -                                                | 1                                                | 2                                                |
| 11                                               | Spanien                                          | -                                                | 3                                                | 1                                                | 4                                                |
| 12                                               | Bulgarien                                        | -                                                | 1                                                | -                                                | 1                                                |
| 12                                               | Schweiz                                          | -                                                | 1                                                | -                                                | 1                                                |
| 14                                               | Jugoslawien                                      | -                                                | -                                                | 1                                                | 1                                                |
| 14                                               | Portugal                                         | -                                                | -                                                | 1                                                | 1                                                |
| 14                                               | Schweden                                         | -                                                | -                                                | 1                                                | 1                                                |
| 14                                               | Tschechoslowakei                                 | -                                                | -                                                | 1                                                | 1                                                |
| 14                                               | Ungarn                                           | -                                                | -                                                | 1                                                | 1                                                |